# Komet Machholz 1
Komet Machholz 1 ali 96P/Machholz  je komet, ki ga je odkril ameriški ljubiteljski astronom Donald Edward Machholz 12. maja 1986. Odkril ga je na gori Loma Prieta  v Kaliforniji, ZDA.
Komet pripada Jupitrovi družini kometov.

## Značilnosti
Komet Machholz 1 je nekaj posebnega. Ima tirnico v veliko izsrednostjo. Ima tudi najmanjšo oddaljenost prisončja med znanimi kratko periodičnimi kometi . Takšna tirnica ge privede zelo blizu Sonca, celo bliže kot je tirnica Merkurja. Je tudi edini kratko periodični komet, ki ima velik naklon in veliko izsrednost tirnice .
Večina kratkoperiodičnih kometov verjetno izvira iz Kuiperjevega pasu. Komet Machholz 1 pa ima tako drugačno tirnico, da nekateri verjamejo, da ima izvor zunaj Osončja .
Komet Machholz ima tudi zelo malo ogljika in diciana ( CN)2 ). To sta spojini, ki se nahajata skoraj v vseh kometih, katerih sestavo poznamo .
Njegov Tisserandov parameter glede na Jupiter (TJ) je precej nenavaden .

## Meteorski roj
Tirnica kometa Machholz 1 odgovarja meteorskemu roju Arietidov. Prav tako ima podobno tirnico kot kometi, ki pripadajo skupinam Marsden in Kracht  (glej blizusončev komet).
Njegov Tisserandov parameter glede na Jupiter (TJ) je tudi precej nenavaden .

## Opazovanja
Komet Machholz 1 je prišel v vidno polje satelita SOHO v letih 1996, 2002 in 2007. Opazovali so ga z napravo LASCO, namenjeno opazovanju korone. Opazovanja so opravili s koronografoma C2 in C3 
na tej napravi.
Predvidena magnituda pri prehodu prisončja je bila +2. Komet so lahko videli opazovalci na Zemlji v jutranjih urah.
Naslednja priložnost, da bomo videli ta komet v prisončju bo v letu 2012 .

## Nenavadna sestava
Spektroskopske analize so bile opravljene na komi kometa Machholz v letu 2007 v programu raziskav sestave kometov na Observatoriju Lowell .
Pri primerjavi sestave s 150 drugimi kometi so ugotovili, da ima komet Machholz 1 manj ogljikovih molekul kot drugi kometi. Drugi kometi so imeli v povprečju 72 krat toliko diciana (CN)2 kot komet Machholz 1.

### Vzroki za nenavadno sestavo
Strokovnjaki so podali tri možne vzroke za nenavadno sestavo kometa machholz 1:
- Komet Machholz 1 ima svoj izvor zunaj Osončja (medzvezdni komet).
- Komet je nastal v izredno hladnem delu Osončja.
- Komet je prišel tako blizu Soncu, da je vročina Sonca povzročila močno izhlapevanje diciana.